# André Foussedoire
André Foussedoire, né le 11 octobre 1753 à Issoudun et décédé le 17 août 1820 à Lausanne, était un homme politique français. 

## Biographie
Fils d'un parcheminier, Foussedoire est sous l'Ancien Régime un ecclésiastique attaché au diocèse de Bourges et reçoit la tonsure. Il est instituteur au collège de Saint-Aignan où il se fait remarquer par ses idées humanistes. 
Lorsque vient la Révolution française, il embrasse avec ardeur les idées nouvelles et se fait élire administrateur de Loir-et-Cher. 
Il occupe ce poste lorsqu'il est élu troisième député suppléant de ce département à la Convention, le 6 septembre 1792. Il est cependant presque automatiquement admis à siéger après la non-acceptation de Bernardin de Saint-Pierre. Une fois à Paris, Foussedoire se range dans le parti des Montagnards. 
En janvier 1793, il vote la mort de Louis XVI. On le voit plusieurs fois à la tribune, demandant l'expulsion et le désarmements des royalistes et des aristocrates.
Au printemps 1794 la Convention l'envoie en mission dans les départements d'Alsace. Il y fait preuve d'une grande rigueur tout jacobine, imposant la même nourriture pour tous les prisonniers, aux frais des aristocrates. Il tente d'imposer aux populations alsaciennes un journal en langue française, une mesure très mal accueillie. Enfin il se fait remarquer par son ostentation déplacée, circulant à bord d'une voiture tirée par six chevaux et encadrée de cavaliers, afin dit-il de montrer la majesté de la République. Au cours de sa mission il se marie discrètement à Colmar.
Après le 9 thermidor, il suit le mouvement mettant fin à la Terreur en libérant plusieurs centaines de détenus et en enlevant la guillotine de la place d'armes de Strasbourg. Son nouveau modérantisme le pousse même à demander le retour des émigrés réfugiés dans les États allemands. Mais cela ne l'empêche pas d'être la cible des attaques des thermidoriens.
En l'an III, après son retour de mission, Foussedoire rejoint les bancs des derniers Montagnards. Lors de l'insurrection du 12 germinal (1er avril 1795), il prend le parti des émeutiers. Cela lui vaut d'être dénoncé comme traître par André Dumont puis d'être décrété d'arrestation avec six autres de ses collègues. 
Écroué au fort de Ham, Foussedoire ne retrouve la liberté qu'en octobre 1795, après une amnistie votée par la Convention finissante. 
Sa carrière politique étant terminée, l'ancien député trouve tout de même un emploi auprès du Directoire, étant nommé commissaire de la République auprès des tribunaux de Loir-et-Cher.
Rentré dans la vie privée après le 18 brumaire, il ne fait plus parler de lui sous Napoléon. En 1815 il commet l'erreur de signer l'Acte additionnel, ce qui lui vaut d'être banni du royaume par la Restauration l'année suivante. 
Foussedoire doit s'exiler en Suisse, à Lausanne, où il meurt en 1820 à l'âge de 66 ans.

## Sources
- « André Foussedoire », dans Adolphe Robert et Gaston Cougny, Dictionnaire des parlementaires français, Edgar Bourloton, 1889-1891 [détail de l’édition]